# 麻雀物語
麻雀物語（まあじゃんものがたり）は、1991年に平和が開発、発売した麻雀をモチーフとしたデジパチ。保留玉連荘タイプ。

## 特徴
業界初のフルカラー液晶デジタルを採用し、他メーカーを含めて以降のデジパチ機に影響を与えた。平和製デジパチとしては、初の新要件対応機である。大当たり終了後、「またね」の文字とともに表示される女性のCGに「乳首のようなもの」が描画されており、話題となった。本機以降も『○○物語』と命名された機種がシリーズ的に発売された。また本機の流れを汲む麻雀をモチーフとした姉妹機も数機種発売されている。続編として『雀姫物語』が製造されたが『黄門ちゃま』と同じ攻略法が使用出来た為、発売中止となった。
2005年に本機をモチーフとしたパチスロ機『麻雀物語2』が発売された。

## 保留玉連荘
大当たり中、入賞センサーと実際にアタッカーに入賞した打球のタイミングにタイムラグが発生すると、内部的にエラーとなりトラップ処理が発生する。この際、保留玉を1/16の確率で大当たりカウンタ値に書き換えてしまう。保留玉は最大4個のため、単純計算で1-（15/16）^4=23%の確率で大当たり終了後、保留玉連荘が発生する。大当たり中に液晶がちらつく事があるのは、このエラー処理のためである。わざわざ狙わなくても、パンクと保留玉未点灯に気をつければ通常の遊戯で起こりうる範疇だったため、連荘を誘発するような攻略法と呼べるものは特に存在しない。

## スペック
- 『麻雀物語』
  - 大当たり確率 1/240
  - 賞球数 7&15 大当たり16R10C　絵柄はピンズ
- 『麻雀物語2』
  - 大当たり確率 1/245
  - 賞球数 7&13 大当たり16R10C　絵柄はマンズ
- 『雀姫物語』
  - 大当たり確率 1/241
  - 賞球数 7&15 大当たり16R10C　絵柄はソウズ『雀姫物語』のみ保留連チャン機規制後の発売（1994年1月）である。
- 『麻雀物語クィーンズバージョン』
  - 大当たり確率 1/235
  - 賞球数 7&15 大当たり16R10C　「ブラボーエクシード」で使われていた液晶デジタル画面を使用。麻雀物語の人気が大きかったため生産が追い付かず、代替機種として紹介されたといういわくつきの台。ゲージ構成は麻雀物語とは異なり「ブラボークィーン」と同等。連荘パターンは麻雀物語と似ていたとされる。

## 関連商品
- 『パチンコ・サウンド・トラックス〜ピーチパイ、よくばり原始人〜』（日本クラウン、1999年3月18日、CRCP-20212）
- 『HEIWA パチンコグラフィティ Vol.1』（アクアルージュ、1999年12月、プレイステーション用ゲームソフト）
- オンラインゲームサイト『777town.net』にてプレイが可能である。

## 備考
1. ↑  麻雀物語（パチスロ）（平和）：パチンコビスタ
2. ↑  麻雀物語（平和）：パチンコ図鑑：777@nifty